# Serafín Madrid
Serafín Madrid Soriano (Villar de la Encina, Cuenca, 29 de julio de 1925 – Fuente de Piedra, Málaga, 26 de septiembre de 1972), conocido como fray Serafín o padre Serafín, fue un fraile de la Orden Hospitalaria de San Juan de Dios que realizó labores filantrópicas de asistencia a enfermos y personas con problemas personales, la mayoría de ellas en Sevilla.

## Biografía
Su padre fue Ángel Madrid y su madre Leoncia Soriano. Serafín, nacido en 1925, fue el mayor de nueve hermanos. Dos de sus hermanas murieron, una recién nacida y otra con pocos meses. Serafín fue bautizado en agosto de 1925 en la iglesia de Villar de la Encina por el párroco Francisco Villajos Valverde. Fue confirmado el 27 de mayo de 1928 por el obispo Cruz Laplana y Laguna. Su primer maestro fue su abuelo, Eustaquio Soriano, secretario del ayuntamiento. Su padre falleció el 4 de junio de 1941.
Serafín decidió hacerse de la Orden Hospitalaria de San Juan de Dios. Fue recibido en el escolasticado de la orden, en Ciempozuelos, el 30 de julio de 1945. Este se encontraba en la provincia Bética, creada en 1934, y que agrupaba las casas de la orden en Canarias, Andalucía, Extremadura, Cuenca, Ciudad Real y Toledo. Hizo la profesión simple el 15 de mayo de 1947. En esta ceremonia, uno se tumbaba en el suelo frente al prior y era cubierto por un manto negro con una granada y, sobre él, se echaban ramos de flores. Posteriormente se retiraba el manto y la persona se levantaba.
Serafín fue nombrado limosnero. Llegó al Sanatorio de Nuestro Padre Jesús del Gran Poder de Sevilla en noviembre de 1947. Entonces se encontraba en obras y él se dedicó a recaudar fondos para terminarlo.
El 16 de octubre de 1950 hizo sus votos solemnes en Granada. Ese año se trasladó a América. Contribuyó a la fundación del hogar-clínica de la orden en Lima. En la ciudad peruana de Arequipa había un Comité Antituberculoso de Damas bajo la advocación de Santa Rosa de Lima. Los frailes Serafín Madrid, Lázaro Simón y Federico Argüello recibieron de este comité un terreno 17720 metros cuadrados, donde se construyó un edificio que fue inaugurado el 30 de agosto de 1955. Otro proyecto de Serafín fue la creación de casas para madres solteras, calificadas por algunos como prostitutas. Esta actuación debió general algún escándalo, porque fue amenazado con ser expulsado de Perú.
En el capítulo de la orden de 1956 fue designado como representante de Latinoamérica y secretario de vocaciones. Ese mismo año se trasladó a Ciempozuelos. También consta que, antes de julio de 1959, hizo un viaje a Caracas para recaudar fondos con un programa de televisión.
En 1959 fue destinado a Cádiz y, en el capítulo de ese año, el 29 de agosto, fue designado como responsable de la Pastoral Juvenil Vocacional. El 29 de octubre de 1960 le hicieron maestro de escolásticos.
En 1960 produjo una película, «La llamada», protagonizada por un personaje llamado Antonio que, a los veinte años, deja a su novia y entra en la Orden Hospitalaria de San Juan de Dios. La película tiene un argumento autobiográfico, ya que antes de hacerse esta orden Serafín salía con una chica llamada Abilia.
Serafín se preocupó de la formación de los religiosos. Consiguió que les convalidaran los estudios eclesiásticos por civiles en 1961 y el 26 de junio de 1961 fundó la Escuela de Enfermería de Ciempozuelos, donde los religiosos debían estudiar.

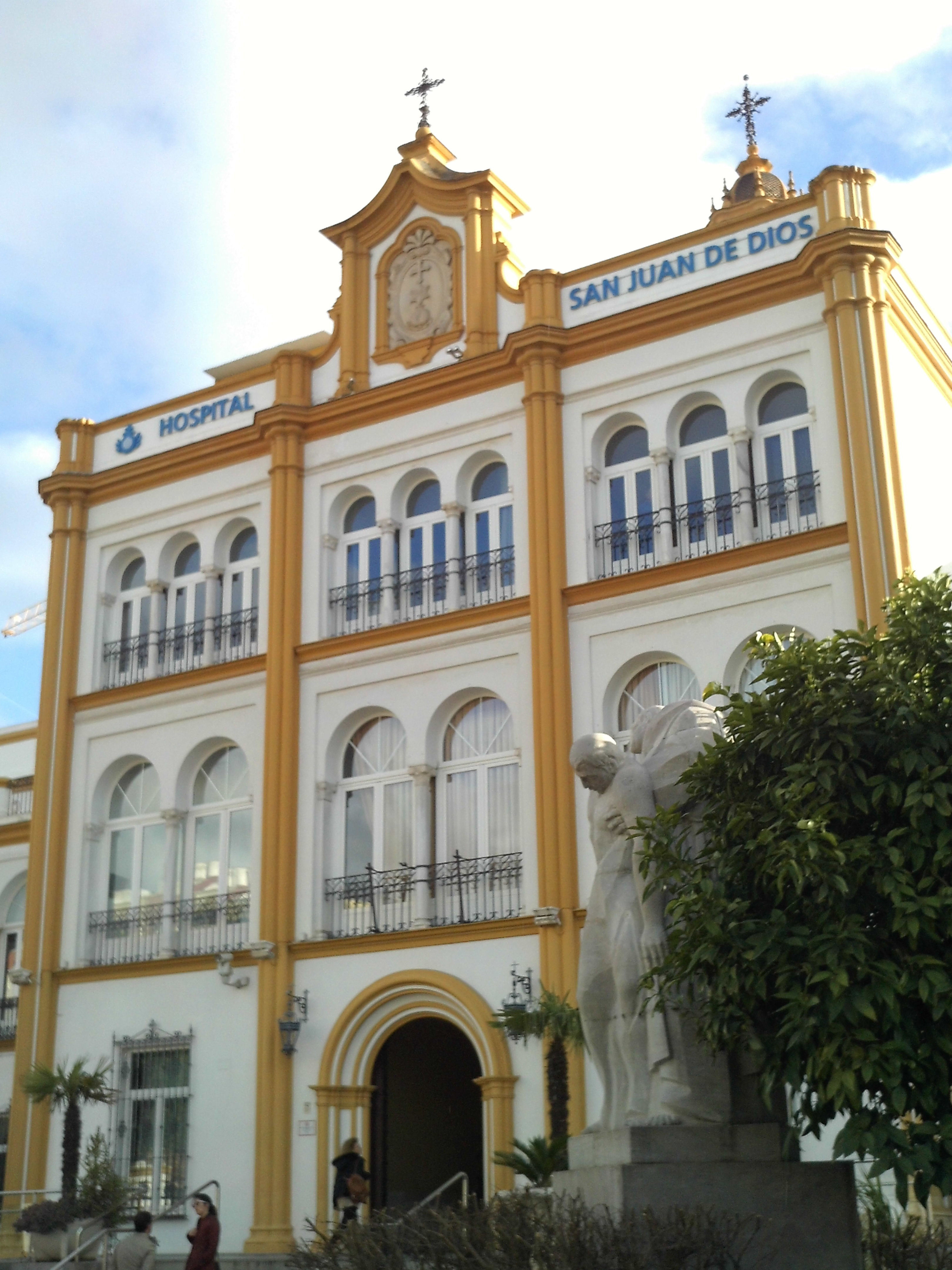
Antiguo Sanatorio de Nuestro Padre Jesús del Gran Poder de Sevilla, actualmente llamado Hospital San Juan de Dios. Calle Eduardo Dato, Sevilla.

En el capítulo de 1962 fue nombrado cuarto consejero y superior del Sanatorio de Nuestro Padre Jesús del Gran Poder de Sevilla. En aquel entonces, este centro estaba destinado a niños sin recursos con minusvalías físicas, sobre todo causadas por la poliomielitis. Serafín amplió la atención a niños con deficiencias síquicas y sensoriales.
Serafín amplió el sanatorio sevillano y creó una Escuela de Formación Profesional. El lugar pasó a llamarse Centro de Rehabilitación y Educación Jesús del Gran Poder. Nuevas instalaciones fueron inauguradas el 1 de mayo de 1962 por el cardenal Bueno Monreal y el marqués de Contadero, bienhechor del sitio y admirador de Serafín.
En Sevilla, Serafín mantuvo colaboraciones con la prensa. El 22 de mayo de 1963 estuvo en el programa de la Cadena Ser «Ustedes son formidables», escribió para la «Hoja del lunes» y mandaba notas a «El Correo de Andalucía». El centro sanitario que dirigía fue elogiado en el periódico «ABC», e incluso fue noticia en este diario la donación de Telesforo Díaz y Carmen Marañón de 250 000 pesetas para sus Escuelas de Formación Profesional. Serafín también elaboraba pequeñas publicaciones monográficas para dar a conocer el hospital y recaudar fondos.
En octubre de 1963 se inauguraron unos modestos talleres, pero Serafín quería ampliarlos para tener unas verdaderas Escuelas de Formación Profesional. El 1 de noviembre de 1964, tras una exitosa recogida de fondos, se inauguraron nuevas instalaciones.
Impulsó la creación en Sevilla de un comité de damas para colaborar con la obra de la orden, como el que había visto en Arequipa. Algunas de ellas pertenecían a la alta sociedad local.
En el sanatorio Serafín creó una rondalla con la que grabó tres discos, el primero de ellos en junio de 1965. Se grabaron en las instalaciones de la compañía Hispavox de forma gratuita, ya usaron los estudios por la noche, cuando estaban vacíos.
En octubre de 1965, en el Centro del Gran Poder había 400 niños internos, 150 tenían media pensión y se atendía a más de 2000 al día. El lugar ya no podía albergar más personas. Serafín compró un terreno en Alcalá de Guadaíra con el objetivo de crear un centro pedagógico, laboral y deportivo para niños discapacitados.
Gracias a la colaboración de Guillermo Luca de Tena, el «ABC» lanzó una tirada de 800 000 ejemplares sin precio en toda España el 4 de marzo de 1968 cuyo beneficio fue para la construcción del nuevo centro en Alcalá de Guadaíra. Se recaudaron 38 003 116,15 pesetas. La llamada Ciudad de San Juan de Dios comenzó a funcionar el 1 de octubre de 1969. Esta fue inaugurada oficialmente el 29 de junio de 1970, siendo bendecida por el arzobispo de Sevilla. Aquel día se recibieron miles de telegramas, incluido uno del papa Pablo VI.
La idea fue tan exitosa que la orden creó otra Ciudad de San Juan de Dios en La Palma, Canarias, que comenzó a funcionar el 1 de septiembre de 1972.
Para financiar el funcionamiento de la Ciudad de San Juan de Dios de Alcalá de Guadaíra el 8 de marzo de 1969 organizó una cena para recaudar fondos y presentó una revista, llamada «Nuestra Ciudad». También creó el Premio Ilusión, donde se concedió un millón de pesetas al mejor artículo sobre la ciudad.
En 1969 Serafín produjo otra película: «Johnny Ratón». La película trata de un hospital de la Orden de San Juan de Dios en Sevilla para niños minusválidos. Para cubrir la baja de un fraile, como en España escasean las vocaciones, se decide llamar a un religioso de Chicago llamado Johnny, que es negro.

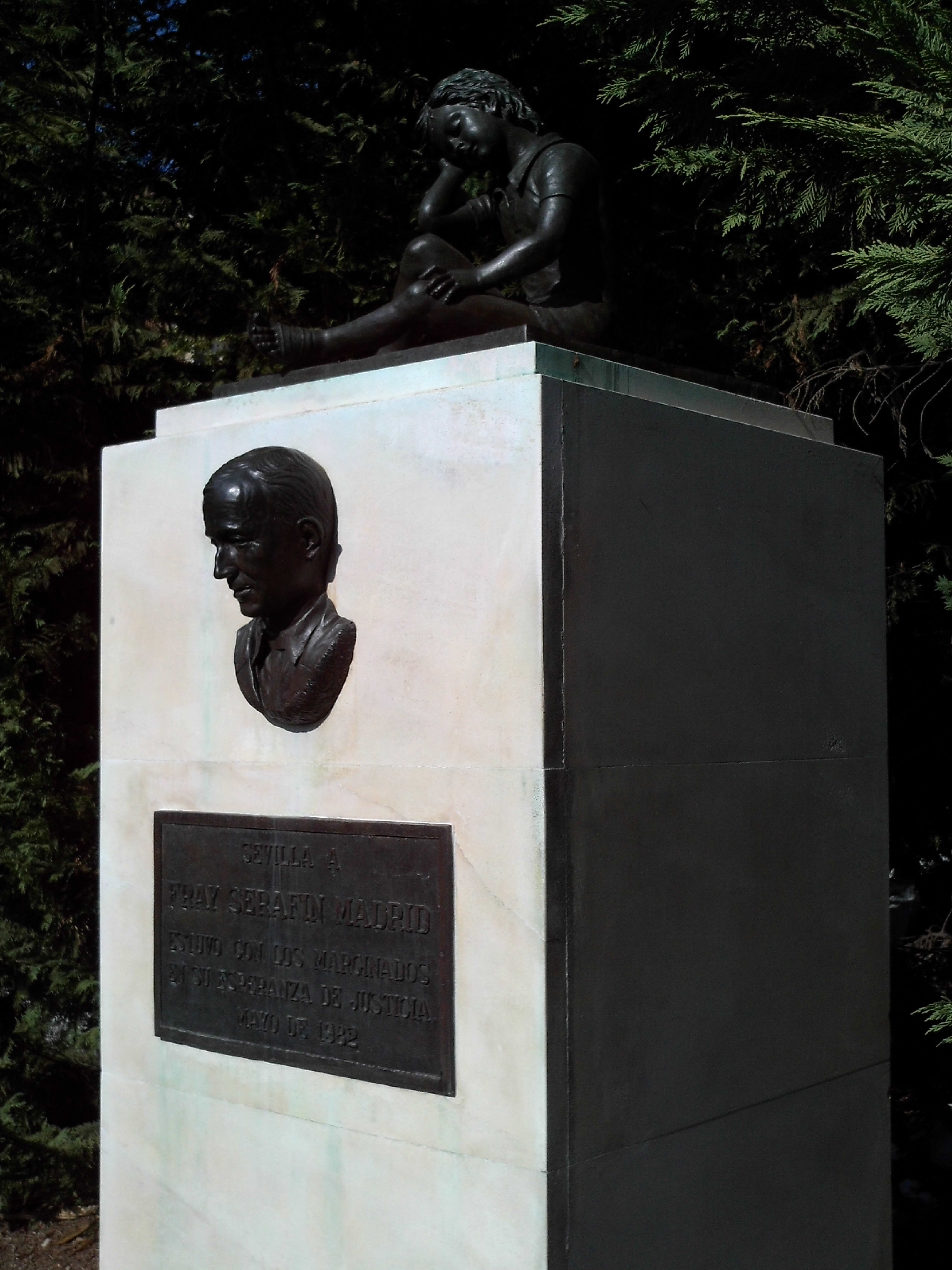
Monumento a Serafín Madrid, de 1982, en la Plaza Nueva de Sevilla.

El 8 de octubre de 1969 la prensa anunció que Serafín quería crear una asociación llamada Ciudadanos Voluntarios de la Esperanza, con propósitos caritativos. También señalaba un plan: se crearían veinte Teléfonos de la Esperanza. El Teléfono de la Esperanza comenzó a funcionar en Sevilla el 1 de octubre de 1971. El 1 de diciembre de 1971 comenzó a funcionar el de Madrid y el 15 de febrero de 1972 el de Valencia. En abril de 1972 se produjo la constitución jurídica del Teléfono de la Esperanza y en junio de ese año fue declarada asociación de utilidad pública. En la actualidad funciona como La Asociación Internacional del Teléfono de la Esperanza (ASITES) y tiene sedes en España, Gran Bretaña, casi todos los países de Hispanoamérica y Suiza, existiendo proyectos de creación en Estados Unidos de América y otros países.
El 10 de marzo de 1970 anunció un evento con el nombre de Olimpiadas de la Fraternidad. Se trataba de que niños sanos de toda España vendieran un ejemplar especial de la revista «Nuestra Ciudad».
Para no depender solamente de la caridad, fundó la Compañía de Seguros de San Rafael y San Juan de Dios, que daba a la orden fondos para su sostenimiento. En 1969 daba unos beneficios de 300 000 pesetas mensuales.
El 27 de septiembre de 1972, fray Serafín Madrid partió de Sevilla a las 6 de la mañana en compañía de José María Pérez Romero, ex-prior de la Orden de San Juan de Dios, en un vehículo SEAT 124 D hacia la ciudad de Málaga para asistir a una reunión de la orden. En el que entonces era el punto kilométrico 130,700 de la carretera Sevilla-Málaga-Granada, a 130 km de la ciudad de Sevilla y a 84 km de la ciudad de Málaga, cerca del municipio de Fuente de Piedra, el coche tomó una curva cuesta abajo y derrapó debido a las fuertes lluvias que se habían producido, chocando contra un camión que circulaba en la dirección opuesta. El vehículo quedó destrozado, fray Serafín murió en el acto y José María quedó gravemente herido.
En 1972 Serafín Madrid fue enterrado en el Cementerio de San Fernando de Sevilla. El 8 de marzo de 1992 su cuerpo fue enterrado en la iglesia de la Ciudad de San Juan de Dios de Alcalá de Guadaíra.

## Homenajes
Fray Serafín Madrid cuenta con una calle con su nombre en Cuenca y otra de 390 metros de largo en el Polígono Norte de Sevilla. Además, en Cuenca existe una asociación llamada Asociación Fray Serafín Madrid Soriano. 
En 1982 se colocó en la Gran Plaza de Sevilla el monumento a Fray Serafín, obra de Luis Álvarez Duarte. Este consistía en un monolito de piedra con el busto en relieve de este sacerdote y, en la parte superior dos estatuas de bronce: un niño melancólico sentado y otro de pie animándole, aunque en los años 90 el niño de pie fue robado. En el monolito puede leerse «SEVILLA A FRAY SERAFÍN MADRID. ESTUVO CON LOS MARGINADOS EN SU ESPERANZA DE JUSTICIA. MAYO DE 1982».